# HD 24040
HD 24040 är en ensam stjärna belägen i den mellersta delen av stjärnbilden Oxen. Den har en skenbar magnitud av ca 7,50 och kräver åtminstone en handkikare för att kunna observeras. Baserat på parallax enligt Gaia Data Release 2 på ca 21,4 mas, beräknas den befinna sig på ett avstånd på ca 152 ljusår (ca 47 parsek) från solen. Den rör sig närmare solen med en heliocentrisk radialhastighet på ca -9 km/s.

## Egenskaper
HD 24040 är en metallrik, gul till vit stjärna i huvudserien av spektralklass G1. Den har en massa som är ca 1,1 solmassor, en radie som är ca 1,3 solradier och har ca 1,8 gånger solens utstrålning av energi från dess fotosfär vid en effektiv temperatur av ca 5 900 K.

## Planetsystem
En långperiodig exoplanet upptäcktes 2006 baserat på observationer gjorda vid WM Keck-observatoriet på Hawaii, men eftersom observationerna täckte mindre än en hel bana fanns det bara svaga avgränsningar för planetens omloppsperiod och massa. Den första pålitliga banan för planeten HD 24040 b erhölls av astronomer vid Haute-Provence Observatory 2012 som kombinerade keckmätningarna med mätningar från SOPHIE- och ELODIE-spektrograferna. Den senast observerade banan som publicerades 2015 lade till ytterligare keckmätningar och förfinade omloppsparametrarna.   
En linjär trend i radiella hastigheter som tyder på en eventuell ytterligare följeslagare upptäcktes vid Haute-Provence Observatory och detekterades också vid Keck men med en mycket mindre amplitud.
| Planet | Massa           | Halv storaxel (AE) | Siderisk omloppstid (d) | Excentricitet | Inklination | Radie |
| ------ | --------------- | ------------------ | ----------------------- | ------------- | ----------- | ----- |
| b      | ≥4,10 ± 0,12 MJ | 4,637 ± 0,067      | 3 490 ± 25              | 0,047 ± 0,020 | -           | -     |